# Кальдера-де-Табурьенте
Национальный парк Кальдера-де-Табурьенте (исп. Parque nacional de la Caldera de Taburiente) — национальный парк в Испании, расположенный на острове Пальма в Канарском архипелаге.

## История
Был создан 6 октября 1954 года и стал вторым национальным парком на Канарских островах и четвёртым на всей территории Испании.

## Описание
Находится на острове Пальма в провинции Санта-Крус-де-Тенерифе (Канарские острова).
Площадь парка составляет 4690 га.
Парк получил своё название от расположенной на его территории кальдеры вулкана Табурьенте, имеющей около 8 км в диаметре.
Перепад высот между дном кальдеры и окружающими её горными вершинами достигает 2000 м.
На территории парка сохранились археологические памятники, в том числе наскальные изображения (петроглифы).

## Флора и фауна
Среди представителей флоры и фауны парка много канарских эндемиков.
Основная экосистема парка — эндемичные для Канарского архипелага сосновые леса, образованные местной канарской сосной (Pinus canariensis), также встречаются участки лавровых лесов.
Флора парка насчитывает 380 видов сосудистых растений.
Из кустарников и деревьев присутствуют ладанник окопниколистный (Cistus symphytifolius), зверобой крупнолистный (Hypericum grandifolium), восковница (Myrica faya), персея индийская (Persea indica), эрика древовидная (Erica arborea), можжевельник древесный (Juniperus cedrus), финик канарский (Phoenix canariensis); из травянистых растений — канарина канарская (Canarina canariensis), фиалка Viola palmensis, синяк (Echium gentianoides, Echium webii, синяк Вильдпрета Echium wildpretii).
Местные виды птиц: зяблик (Fringilla coelebs), обыкновенная лазоревка (Cyanistes caeruleus), зарянка (Erithacus rubecula), горная трясогузка (Motacilla cinerea), канарский канареечный вьюрок (Serinus canarius), канарский конёк (Anthus berthelotii), белохвостый лавровый голубь (Columba junoniae), одноцветный стриж (Apus unicolor).
В парке представлены эндемичные для Канарского архипелага виды рептилий: ящерица Gallotia galloti и геккон Tarentola delalandii.

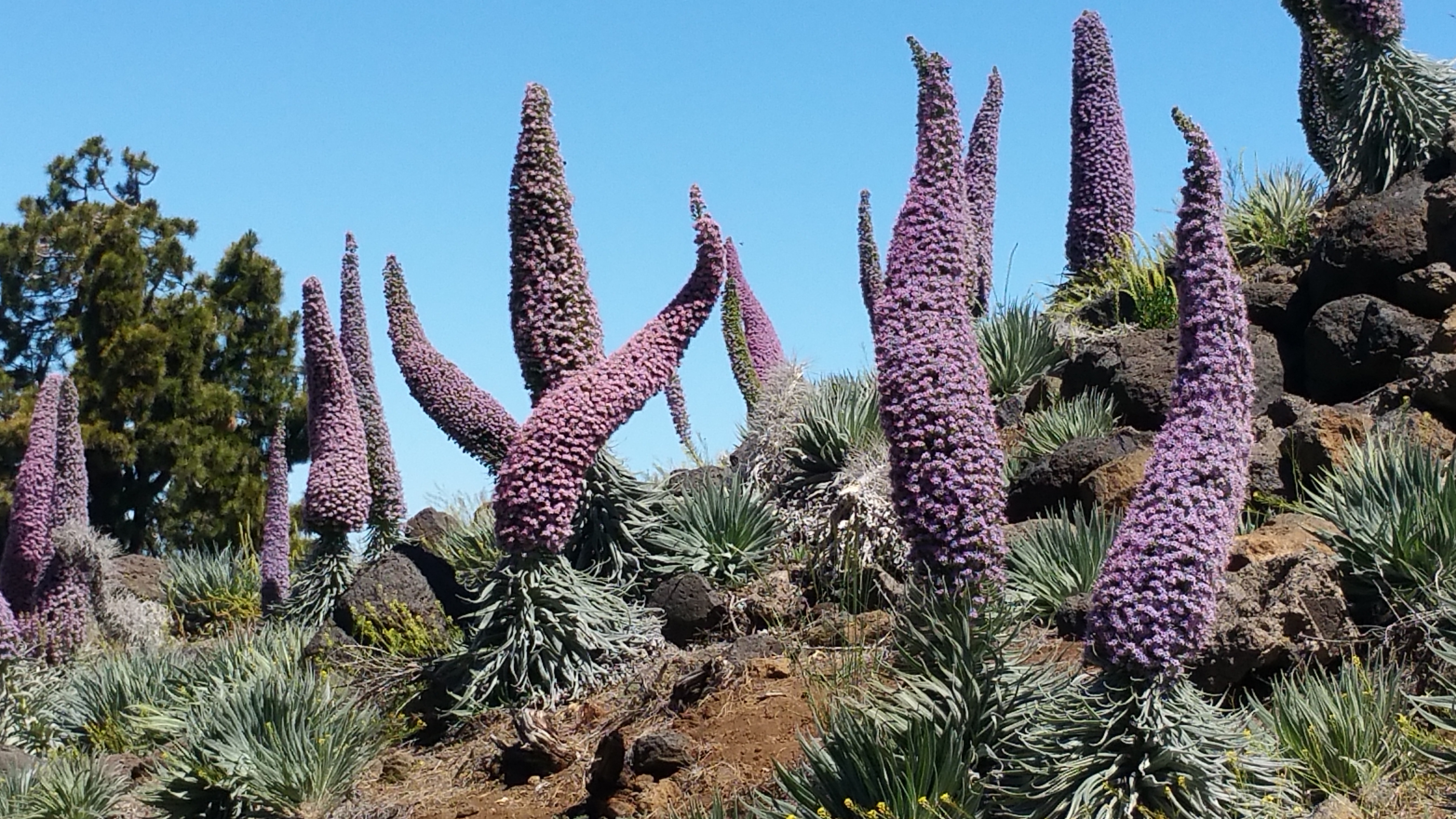
Синяк Вильдпрета
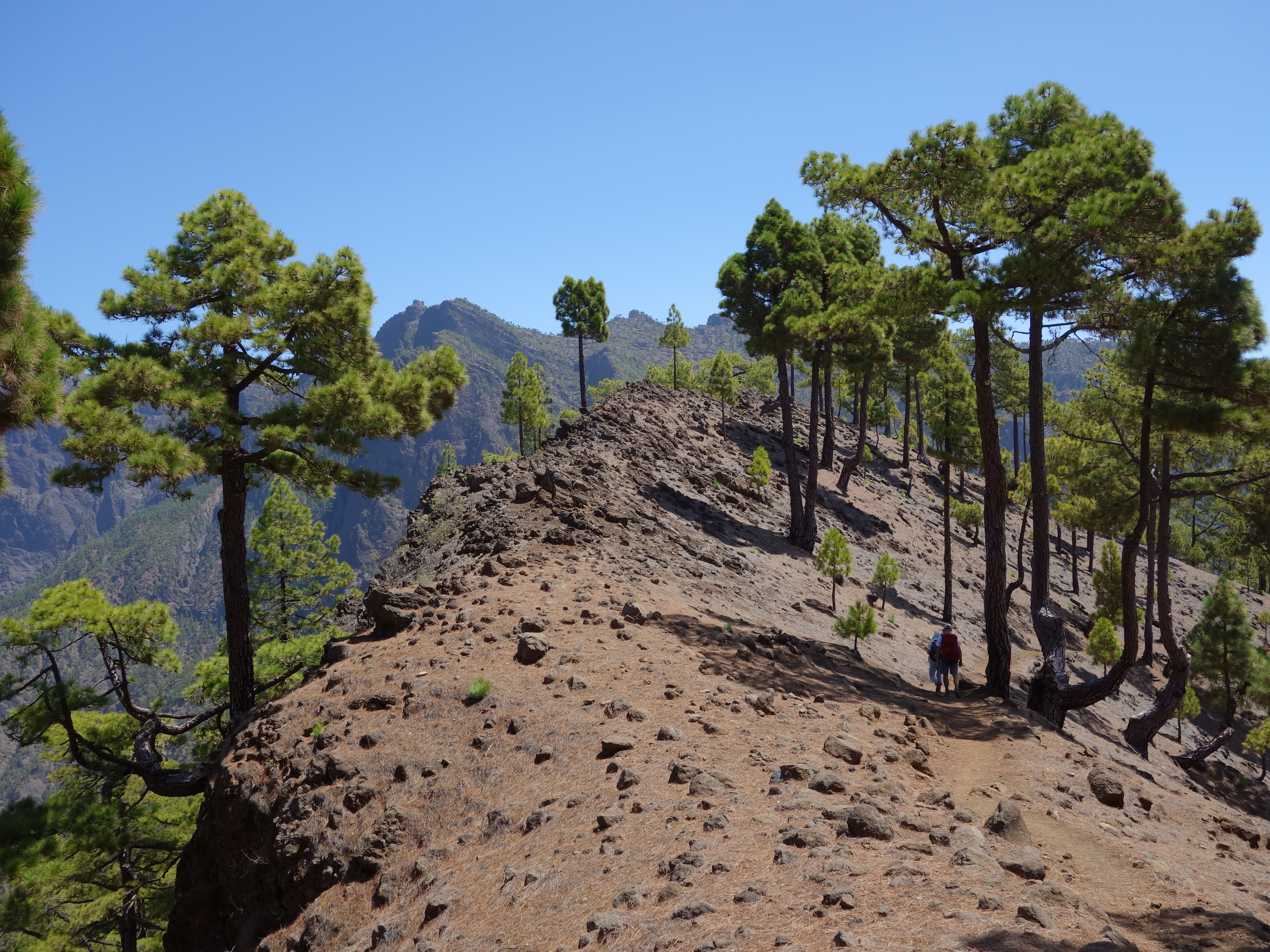
Канарские сосны в парке Кальдера-де-Табурьенте
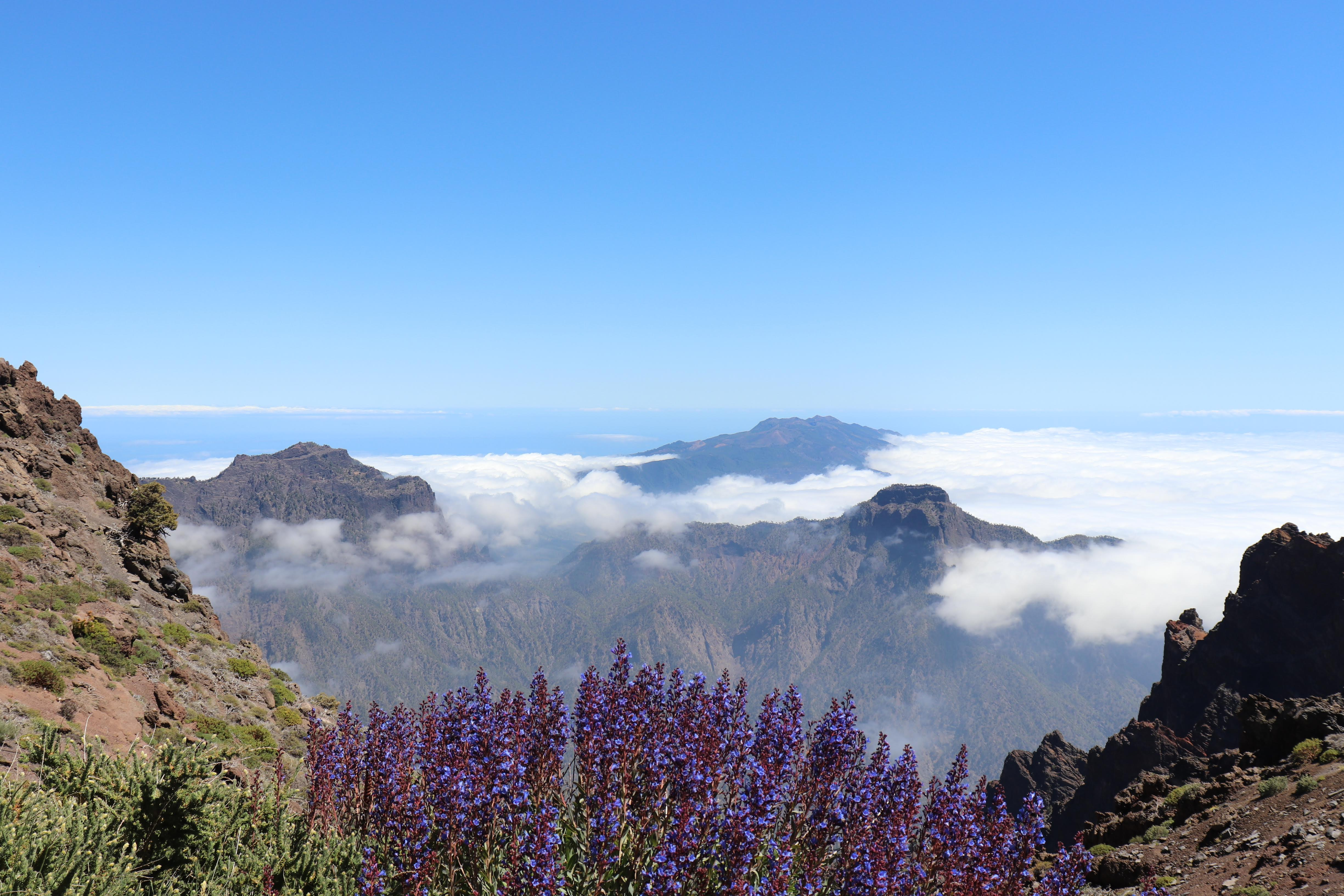
Горы и облака в парке Кальдера-де-Табурьенте